# 綱敷天満神社 (神戸市)
綱敷天満神社（つなしきてんまんじんじゃ）は、兵庫県神戸市東灘区にある神社。

## 祭神
- 菅原道真
- 別雷大神 (ワケイカヅチノカミ)
- 倉稲魂神 (ウカノミタマノカミ)

## 歴史
綱敷天満神社公式サイトの由緒では、「その昔、天神山に天穂日命と別雷神をお祀りしたことに始まり、聖徳太子が良き御影石を採掘できたことに感謝し、倉稲魂神をお祀りされました。菅原道真公が、菅原家の祖神・天穂日命をお祀りするお社として二度参拝された御縁で道真公をお祀りしております。」とある。
兵庫県神社庁の説明によると、創建は不詳だが、当初は天神山（現・御影山手）にある祭壇地に祀られており、中世に現世の鎮座地(旧地名・菟原郡覚美郷石屋村八色岡・うはらぐんかがみのさといしやむらぐさおか)に遷された。 社伝によると、茨城国造である天道根命が天神山に別雷神を祀ったことから始まり、後に天津彦根命に伝えられて子孫代々祭祀を司っていたとされる。 
その後、聖徳太子が四天王寺建立の時、大和の兵衛、山城の太兵衛を伴い、石を求めて当地を訪れた。石屋村の祖・山背王を石匠となし、石を切り出させたところ、見事な鉱石が出たので御影石と名付け、自ら「蒼稲魂」と刻み、雷神の御社に合せ祠ったとされる。
また、菅原道真も讃岐守として任地に赴く道中と昌泰の変によって大宰府へ左遷された道中の2回にわたり神社へ参拝に訪れたとされており、後堀河天皇の時代に道真の九世孫にあたる菅原善輝という人物が太宰府の神官に任ぜられて筑紫に赴く途中に当社を訪れて道真公に特にゆかり深き地として社殿を建立し、石の上に綱を敷いてお迎えした由緒をもって「綱敷天満宮」と社名を定め、雷神の御社の相殿に合わせ祀ったとされる。

## 境内

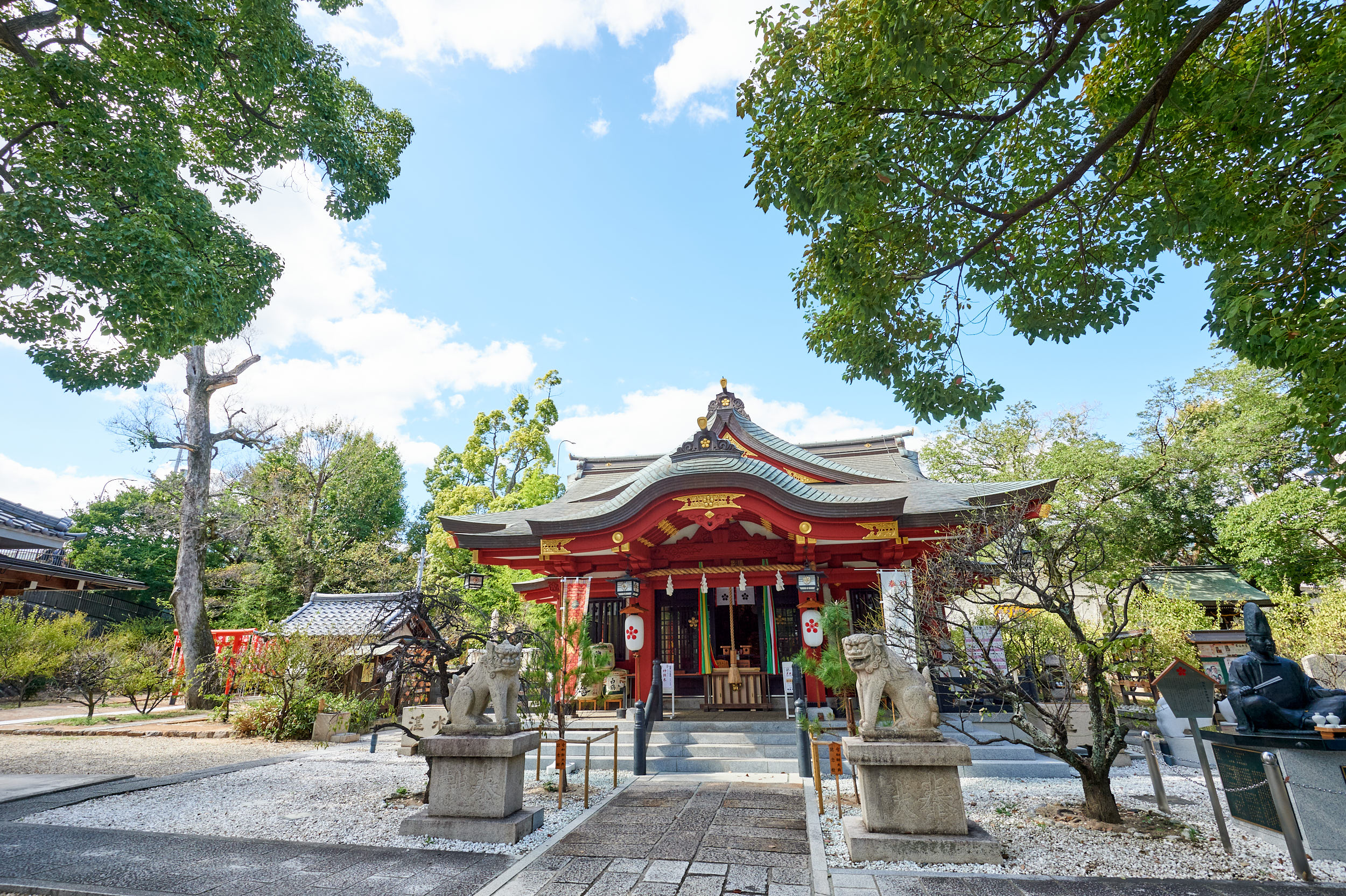
社殿正面より
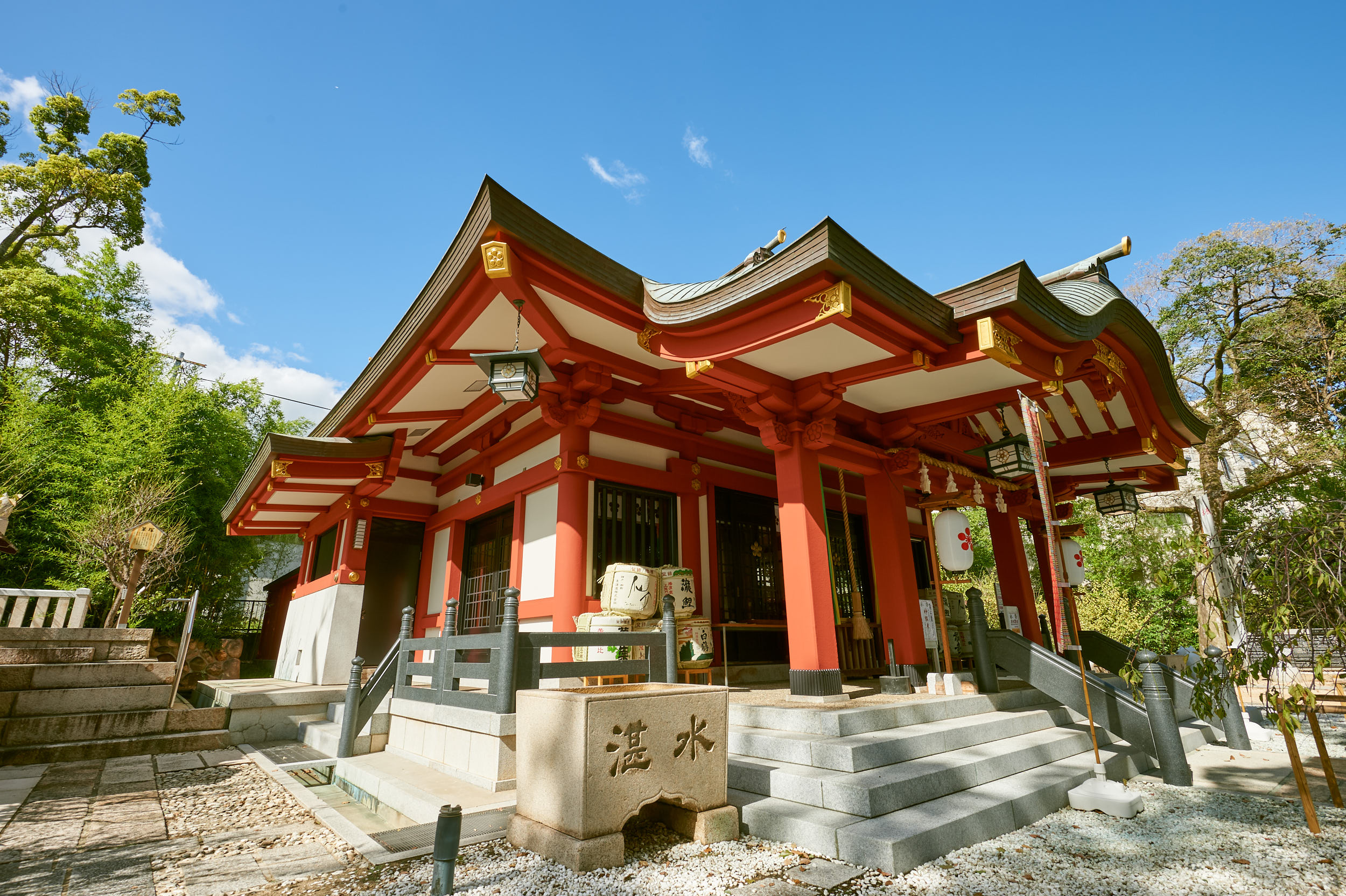
社殿左斜めより
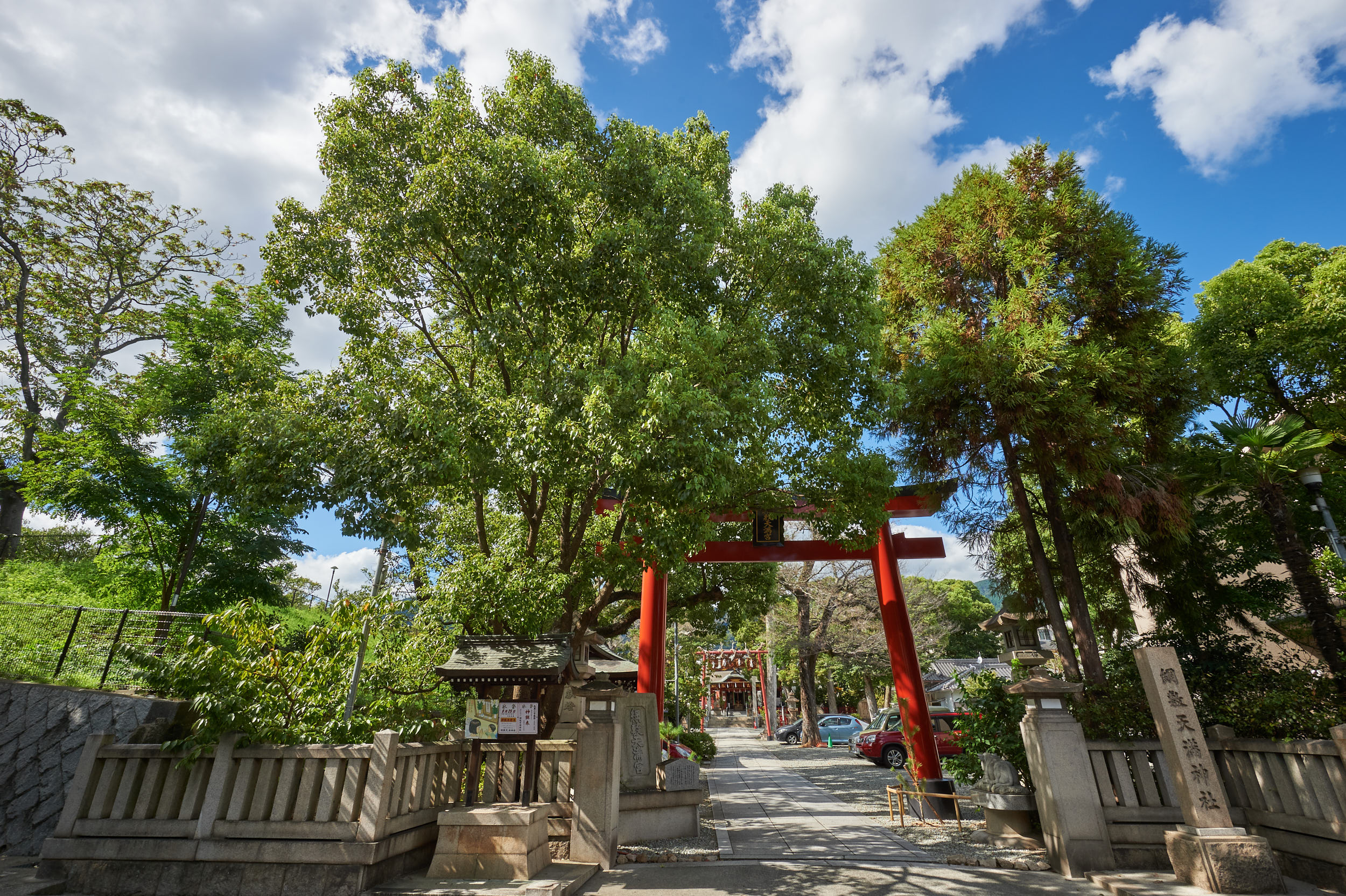
正面より

## 交通
- 阪神電車石屋川駅から徒歩10分（北へ約800m）
- 阪急神戸本線御影駅から徒歩10分（南西へ約800m）
- JR神戸線住吉駅から徒歩15分（西へ約1200m）